# Neuenkirchen (Rügen)
Neuenkirchen település Németországban, Mecklenburg-Elő-Pomeránia tartományban. Lakosainak száma 285 fő (2023. december 31.).

## Népesség
A település népességének változása:
| Lakosok száma | 328  | 303  | 288  | 293  | 279  | 285  |
|               | 2014 | 2017 | 2019 | 2021 | 2022 | 2023 |